# Майстренко, Анатолий Львович
Майстренко Анатолий Львович — учёный-материаловед. Член-корреспондент НАН Украины (2006), профессор (1995).
Заведующий отдела Компьютерного моделирования и механики композиционных сплавов Института сверхтвёрдых материалов им. В. Н. Бакуля НАН Украины (с 1992 г.).

## Биография
Майстренко А. Л. родился 24 мая 1946 года в г. Волгограде, где и прошли его детские годы.
В 1953 году начал обучение в средней школе № 8 г. Волгограда. С 1953 по 1957 год жил вместе с родителями на территории ГДР.
В 1962 году начал трудовую деятельность техником в Институте кибернетики АН УССР, совмещая работу с учёбой в средней школе рабочей молодёжи № 15 г. Киева. В 1964 году окончил среднюю школу рабочей молодёжи.
В 1964 году поступил в Киевский государственный университет им. Т. Г. Шевченко на механико-математический факультет на специальность «Механика». В 1969 году окончил университет, и начал научную деятельность в Институте проблем прочности АН УССР в отделе «Прочности материалов при криогенных температурах».
В 1976 году подготовил и успешно защитил кандидатскую диссертацию на тему: «Исследование докритического роста трещин в тонколистовом металле при статическом нагружении», в которой методами механики разрушения исследованы закономерности формирования зон пластических деформаций в упруго-пластических металлах, построены диаграммы докритического распространения трещин с учётом влияния скорости деформирования и температуры охлаждения.
В 1977 году кандидат технических наук А. Л. Майстренко был переведён в Институт сверхтвёрдых материалов АН УССР в отдел прочности и долговечности сверхтвёрдых материалов, где прошёл путь от младшего научного сотрудника до заведующего отделом компьютерного материаловедения сверхтвёрдых композиционных материалов для породоразрушающих инструментов.

## Научная деятельность
За период научной деятельности А. Л. Майстренко были разработаны специальные экспериментальные методы определения физико-механических свойств сверхтвёрдых материалов на основе природных и синтетических алмазов, твёрдых сплавов и керамических материалов, а также методы определения прочности и трещиностойкости поликристаллических сверхтвёрдых материалов, твёрдых сплавов и керамик на образцах сложной формы. Также им разработан метод построения диаграмм усталостного разрушения этих материалов. С использованием созданных методов, были определены термоупругие свойства, прочность и трещиностойкость поликристаллических и композиционных сверхтвёрдых материалов, серийных и разрабатываемых твёрдых сплавов, конструкционных и инструментальных керамик при статической, динамической и циклической нагрузках в широком диапазоне температур. Эти данные вошли в ряд научных справочников.
В 1989 году указанные результаты были обобщены в докторской диссертации «Сопротивление разрушению композиционных алмазосодержащих материалов с хрупкой матрицей», которая была успешно защищена.
Результаты деятельности А. Л. Майстренко освещены в 295 научных публикациях, в том числе 4 монографиях, 98 статьях и докладах и 31 изобретениях и патентах. Под его научным руководством подготовлены 7 кандидатов технических наук.
Научные достижения А. Л. Майстренко систематизированы и обобщены в его биобиблиографии. Там же приведён и полный список его работ.

## Звания и награды
- Член-корр. НАН Украины (2006)
- Доктор технических наук (1989)
- Профессор (1995)
- Лауреат Государственной премии Украины в области науки и техники
- Лауреат Премии НАН Украины им. Е. А. Патона (2013)[10]
- Юбилейная медаль «В память 1500-летия Киева»
- Знак «За научные достижения» (2008)
- Почётная грамотой Президиума Национальной академии наук Украины (1998)

## Публикации
1. Конструкционная прочность при низких температурах / Новиков Н. В., Майстренко А. Л., Ульяненко А. П. — Киев: Наук, думка, 1979.;
2. К вопросу о влиянии взаиморасположения резцов на энергоёмкость разрушения горной породы // А. Л. Майстренко, С. Д. Заболотный, Е. П. Виноградова // Породоразрушающий металлообрабатывающий инструмент — техника и технология его изготовления и применения: Сб. науч. тр. — К.: ІНМ ім. В. М. Бакуля НАН України, 2010. — Вип. 13. — С. 192—198. — рос.;
3. Высоковольтный электрический разряд в жидкости как метод воздействия на основные характеристики микропорошков синтетического алмаза / Г. П. Богатырёва, А. Л. Майстренко, О. Н. Сизоненко, Н. А. Олейник, Г. Д. Ильницкая, Г. А. Петасюк, В. С. Шамраева, Ю. В. Нестеренко, Э. И. Тафтай, А. С. Торпаков, Е. В. Липян, А. Д. Зайченко // Породоразрушающий и металлообрабатывающий инструмент — техника и технология его изготовления и применения: Сб. науч. тр. — К.: ІНМ ім. В. М. Бакуля НАН України, 2010. — Вип. 13. — С. 302—307. — Бібліогр.: 12 назв. — рос.;
4. Влияние взаимного расположения резцов на энергоёмкость разрушения прочной горной породы / И. А. Свешников, А. Л. Майстренко, С. Д. Заболотный, С. Ф. Беспалов, А. И. Доброскокин, В. Г. Городецкий, Н. П. Осадчук // Породоразрушающий и металлообрабатывающий инструмент — техника и технология его изготовления и применения: Сб. науч. тр. — К.: ІНМ ім. В. М. Бакуля НАН України, 2009. — Вип. 12. — С. 89-93. — Бібліогр.: 1 назв. — рос.;
5. Дезинтеграция продукта синтеза алмаза ударными волнами, генерируемыми в жидкости электроразрядными импульсами большой мощности / Г. П. Богатырёва, А. Л. Майстренко, О. Н. Сизоненко, Н. А. Олейник, Г. Д. Ильницкая, Г. А. Петасюк, Э. И. Тафтай // Породоразрушающий и металлообрабатывающий инструмент — техника и технология его изготовления и применения: Сб. науч. тр. — К.: ІНМ ім. В. М. Бакуля НАН України, 2009. — Вип. 12. — С. 191—198. — Бібліогр.: 16 назв. — рос.;
6. К вопросу о механизме разупрочнения кристаллов синтетического алмаза при высокотемпературном нагревании / А. Л. Майстренко, А. И. Боримский, Л. Н. Девин, Л. М. Бологова, А. В. Щербаков, А. Г. Сулима // Породоразрушающий и металлообрабатывающий инструмент — техника и технология его изготовления и применения: Сб. науч. тр. — К.: ІНМ ім. В. М. Бакуля НАН України, 2010. — Вип. 13. — С. 272—279. — Бібліогр.: 13 назв. — рос.;
7. Восстановление плит медных кристаллизаторов непрерывной разливки стали методом наплавки трением с перемешиванием / В. И. Зеленин, М. А. Полещук, Е. В. Зеленин, П. М. Кавуненко, И. М. Попович, А. Л. Майстренко, В. А. Лукаш, Н. М. Прокопив, О. В. Харченко // Породоразрушающий и металлообрабатывающий инструмент — техника и технология его изготовления и применения: Сб. науч. тр. — К.: ІНМ ім. В. М. Бакуля НАН України, 2010. — Вип. 13. — С. 476—479. — Бібліогр.: 4 назв. — рос.;
8. Формирование высокоплотной структуры самосвязанного карбида кремния / А. Л. Майстренко, В. Г. Кулич, В. Н. Ткач // Сверхтвёрдые материалы. — 2009. — № 1. — С. 18-35. — Бібліогр.: 23 назв. — рос.;
9. Моделирование тепловых процессов для улучшения структуры металлов и сплавов методом трения с перемешиванием / А. Л. Майстренко, В. М. Нестеренков, В. А. Дутка, В. А. Лукаш, С. Д. Заболотный, В. Н. Ткач // Автоматическая сварка. — 2015. — № 1 (739). — С. 5-14. — Бібліогр.: 27 назв. — рос.;
10. Novikov N.V. Maystrenko A.L. Kushch V.I. Ivanov S.A. Quality rating of metal matrix-diamond composite from its thermal conductivity and resistivity //Mechanics of Composite Materials. — 2006, № 3. — P. 253—262.;